# Pomeranian
Pomeranian (Tysk spets / Zwergspitz, Dvärgspets) är en hundras av spetstyp från Tyskland. Den har fått sitt namn efter regionen Pommern, varifrån man anser att hundarna har sitt ursprung. Den är även känd som dvärgspets och är en variant av tysk spets. Pomeranian hör till de populäraste hundraserna i flera länder.

## Historia
Både Carl von Linné (1707-1778) och hans samtida Georges-Louis Leclerc de Buffon (1707-1788) skrev om vita små spetshundar från Pommern. Men pomeranian är "utvecklad" i England under 1800-talet. Under början av 1800-talet importerades tyska spetsar till England, bland annat med drottningen Charlotta av Mecklenburg-Strelitz (1744-1818). Dessa var oftast vita och vägde så mycket som 12–15 kg. Bland dessa föddes ibland dvärgväxta valpar som vanligen avlivades. Med salongskulturen och intresset för små, näpna hundar började man istället intressera sig för att behålla dvärgvalparna och avla på dem.
År 1888 köpte drottning Victoria (1819-1901) en pomeranian i Florens och därmed inleddes modeperioden. 1891 bildades den brittiska rasklubben. Vid 1900-talets början hade rasen krympt till 3,5 kg. Omkring 1970 vaknade det tyska intresset för pomeranian. 1997 samordnade den tyska kennelklubben Verband für das Deutsche Hundewesen (VDH) rasstandarderna för alla varianter av tysk spets, inklusive pomeranian och keeshond. I Storbritannien och USA räknas pomeranian fortfarande som en egen ras. I USA introducerades dvärgspetsen så tidigt som 1891, och den kom till Sverige 1905. Drygt 10 år senare kom den svenska uppfödningen av rasen igång på allvar. Numera registreras cirka 700 pomeranian/dvärgspetshundar årligen.

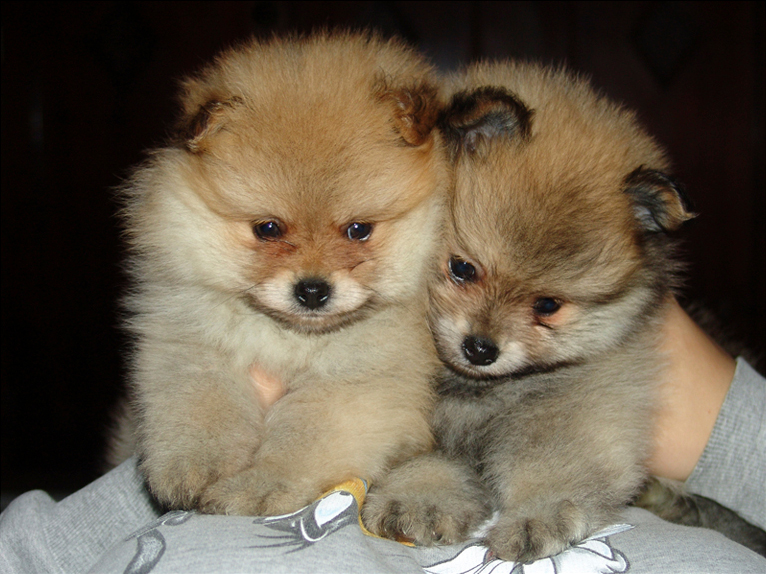
Valpar

## Egenskaper
Pomeranian är en vaken, gladlynt och aktiv liten hund som inte kräver alltför mycket motion, men följer gärna med på längre promenader om ägaren vill. Den är dekorativ och charmfull, gillar barn och upptåg och den fungerar även mycket bra som alarmhund. Den skäller gärna på okända ljud, men det är lätt att träna bort vid valpåldern. Men de passar inte så bra i familjer med små barn på grund av sin litenhet. Risken för skador på valpen är då stor. Men annars är det perfekt familjehund.

## Utseende
Pomeranian har en kort, kvadratisk kropp. Huvudet är rävliknande, kilformat med flat skalle och tämligen kort och spetsigt nosparti. Bettet är saxbett, men tångbett är tillåtet. Ögonen är mandelformade och medelstora och får inte sitta för långt isär. De är något snedställda. Öronen är tämligen högt ansatta, små och bärs upprättstående. Ryggen är kort, bröstet djupt, benstommen tunn. Svansen bärs över ryggen längs ryggraden, flat och rak. Pälsen består av mjuk dunig underull och långt rakt täckhår som skall vara något strävt i strukturen. När pälsen är som bäst är den så yvig att den döljer kroppens konturer. Pomeranian är inte speciellt krävande med pälsvården, en genomborstning cirka 2–3 gånger i månaden räcker. Svansen har i förhållande till hundens storlek enorm fana. Man föredrar enfärgade hundar, men flerfärgade är tillåtna om färgerna är jämnt fördelade i fläckar över hela kroppen. Mankhöjden ligger oftast mellan 18 och 23.9 cm och vikten mellan 2 och 3.5 kg.